# Verband Hallescher Ballspiel-Vereine
Der Verband Hallescher Ballspiel-Vereine (VHBV) war in lokaler Fußballverband in der mitteldeutschen Stadt Halle (Saale). Der VHBV wurde am 27. Februar 1905 durch die folgenden sieben Vereine gegründet: BC 1904, Club für Bewegungsspiele, Fußballabteilung Ultriciana, FC Sportbrüder 1904, FC Germania, FC Brandenburg und FC Normannia. 
Zweck des Verbandes war, lokalen Vereinen Spielmöglichkeit zu bieten. Ob auch Meisterschaften ausgetragen wurden und wie lange der Verband Hallescher Ballspiel-Vereine bestand, ist nicht überliefert. Der BC 1904 Halle nahm in der folgenden Saison 1905/06 an der Meisterschaft im Saalegau teil, der vor 1907 nur aus einer 3. – 5. Klasse bestand, da die führenden Hallenser Vereine der Gauliga Nordwestsachsen zugeteilt waren. 
Einige Jahre später schlossen sich die Sportbrüder dem Verband Mitteldeutscher Ballspiel-Vereine an.